# Псебай
Псебай — селище міського типу у Мостовському районі Краснодарского краю, центр міського поселення.
Населення — 10 700 мешканців (2008).
Розташоване на лівому березі річки Мала Лаба (притока Лаби), по гірській долині якої розтягнулося на 12 км, на протилежному березі — станиця Андрюки. Кінцева станція залізничної гілки від Курганінська. Вузькоколійна залізниця до Курджиново (закрита в 1980).
Популярний базовий пункт для пішохідного і велотуризму.

## Етимологія
Назва цього селища перекладається з адигейскої мови як «багатобачення» або «край, багатий ріками (водами)», де адиг. пси – «вода» або «ріка», та адиг. бай – «багатий». З цією ж назвою пов'язана назва Псебайка — рукав ріки Малої Лаби. Інша адигейська назва місцевості (адиг. Къужъыб) походить від адиг. къужъы — «груша» та адиг. бэ — «багато».

## Економіка
- Виробництво будматеріалів (гіпс, компанія «Кубанський гіпс — КНАУФ» [недоступне посилання з липня 2019])
- Заготівля деревини (бук)
- Турбаза

## Спорт
Селище Псебай є центром розвитку маунтенбайку (гірного велосипеда) у Краснодарському краї та Південному федеральному окрузі. З 2011 року у селищі Псебай проходить етап Кубку Росії по велоспорту-маунтенбайку в гонці крос-кантрі та один з турів Чемпіонату Росії гонки апхіл.

## Люди
В селищі народився Лиморенко Олександр Парамонович — Герой Радянського Союзу.